# Kurier carski (film 1956)
Kurier carski (fr. Michel Strogoff) – francusko-włosko-niemiecko-jugosłowiański film przygodowy z 1956 roku w reżyserii Carmine Gallonego, zrealizowany na podstawie powieści Michał Strogow Juliusza Verne’a.

## Główne role
- Curd Jürgens - Michaił Strogow
- Geneviève Page - Nadia Fédor
- Sylva Koscina - Sangarre
- Françoise Fabian - Natko
- Jacques Dacqmine - wielki książę
- Gérard Buhr - Henry Blount
- Louis Arbessier - car Aleksander II